# Seth Neddermeyer

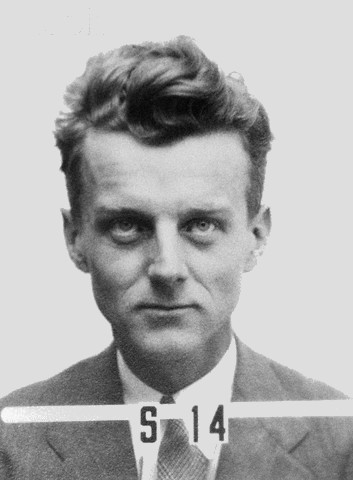
Fotografía de la acreditación de Seth Neddermeyer en el Laboratorio de Los Álamos.

Seth Henry Neddermeyer (Richmond (Míchigan), 16 de septiembre de 1907 - Seattle, 29 de enero de 1988) fue un físico estadounidense. Descubrió el muon, junto con Carl David Anderson, y posteriormente trabajó en el Laboratorio de Los Álamos en el Proyecto Manhattan donde propuso el método de implosión para detonar bombas de plutonio que fue el que finalmente se usó en el diseño de este tipo de bombas.

## Biografía
Se graduó en Física por la Universidad de Stanford en 1929 y posteriormente inició sus estudios de doctorado en el equipo de Carl David Anderson en Caltech que se dedicaba al estudio de la radiación cósmica. Su tesis doctoral, publicada en 1935, fue un estudio sobre la colisión con electrones de partículas de cargadas confirmando teorías de Bohr al respecto. También confirmó la pérdida de energía de los electrones al atravesar metales pesados como el plomo. Durante estos años hizo contribuciones significativas al descubrimiento del positrón anunciado por Anderson en 1932.
Tras su doctorado siguió trabajando con Anderson y en 1936 anunciaron el descubrimiento del muon partícula de masa intermedia entre el protón y el electrón, cuya existencia teorizó al encontrar que las partículas de mayor masa de los rayos cósmicos que alcanzaban el nivel del mar no eran protones. Posteriormente trabajó con Anderson y Robert Millikan en el estudio de la composición de los rayos cósmicos a gran altitud encontrando que estaban compuestos de electrones tal y como Robert Oppenheimer había postulado.
A comienzos de 1943 fue reclutado por el propio Oppenheimer para el Proyecto Manhattan, el desarrollo de la bomba atómica. Pronto propuso su método de implosión para hacer detonar una masa de material fisionable. En un principio este método fue severamente criticado pero Oppenheimer le permitió seguir estudiándolo como posible respaldo para el entonces preferido método artillero para la detonación nuclear y le hizo responsable del equipo de trabajo E-5 dentro de la División Artillera dirigida por William Parsons. Sin embargo, la lenta producción de uranio-235 del que solo se dispondría de cantidad suficiente para una sola bomba para mediados de 1945, mientras que la producción de plutonio-239 era más sencilla y abundante, pero sobre todo el descubrimiento de que la presencia del isótopo plutonio-240, virtualmente inseparable del plutonio-239, haría que este no detonara mediante el método artillero, supuso que el método de la implosión, más rápido, necesitaría funcionar necesariamente. No obstante, para entonces, su forma de trabajar calmada y solitaria le había ganado la animadversión de sus inmediatos superiores. En junio de 1944 fue relevado por George Kistiakowsky aunque permaneció trabajando en la implosión como asesor técnico. 
En 1946 abandonó el Proyecto Manhattan y se unió a la Universidad de Washington donde permaneció el resto de su carrera. Volvió al estudio de los rayos cósmicos y a la determinación de las propiedades de los muones. Se retiró en 1973 pero siguió ligado a investigaciones sobre detección de neutrinos. En 1982 fue galardonado con el Premio Enrico Fermi. Sufrió de Párkinson durante los últimos años de su vida y falleció por su causa en 1988.